# Hudební divadlo Danuty Baduszkowe
Hudební divadlo Danuty Baduszkowe, polsky Teatr Muzyczny im. Danuty Baduszkowej w Gdyni nebo Teatr Musyczny v Gdyni, je hudební divadlo, operní scéna a koncertní místo v městských čtvrtích Śródmieście a Kamienna Góra města Gdyně v Pomořském vojvodství v severním Polsku. Podle počtu 1580 míst pro diváky, je to největší hudební divadlo v Polsku a druhé největší divadlo v Polsku.

## Další informace
Divadlo bylo založeno 28. října 1957 v sousedním Gdaňsku a pak bylo přemístěno na současnou adresu Plac Grunwaldzki 1 v Gdyni, kde bylo slavnostně otevřeno 21. července 1979. Návrh budovy vytvořili architekti prof. Józef Chmiel a Ing. Daniel Olędzki. Prvním ředitelem a režisérem divadla byla prof. Danuta Baduszkowa, po které je od roku 1992 divadlo pojmenované. V roce 2010 proběhla modernizace a rekonstrukce divadla. Ročně divadlo navštíví více než 100 tisíc diváků. Divadlo také každoročně hostí hostí Festival polských hraných filmů (Gdynia Film Festival, resp. Festiwal Polskich Filmów Fabularnych) a má také juniorskou divadelní scénu aj.

## Galerie

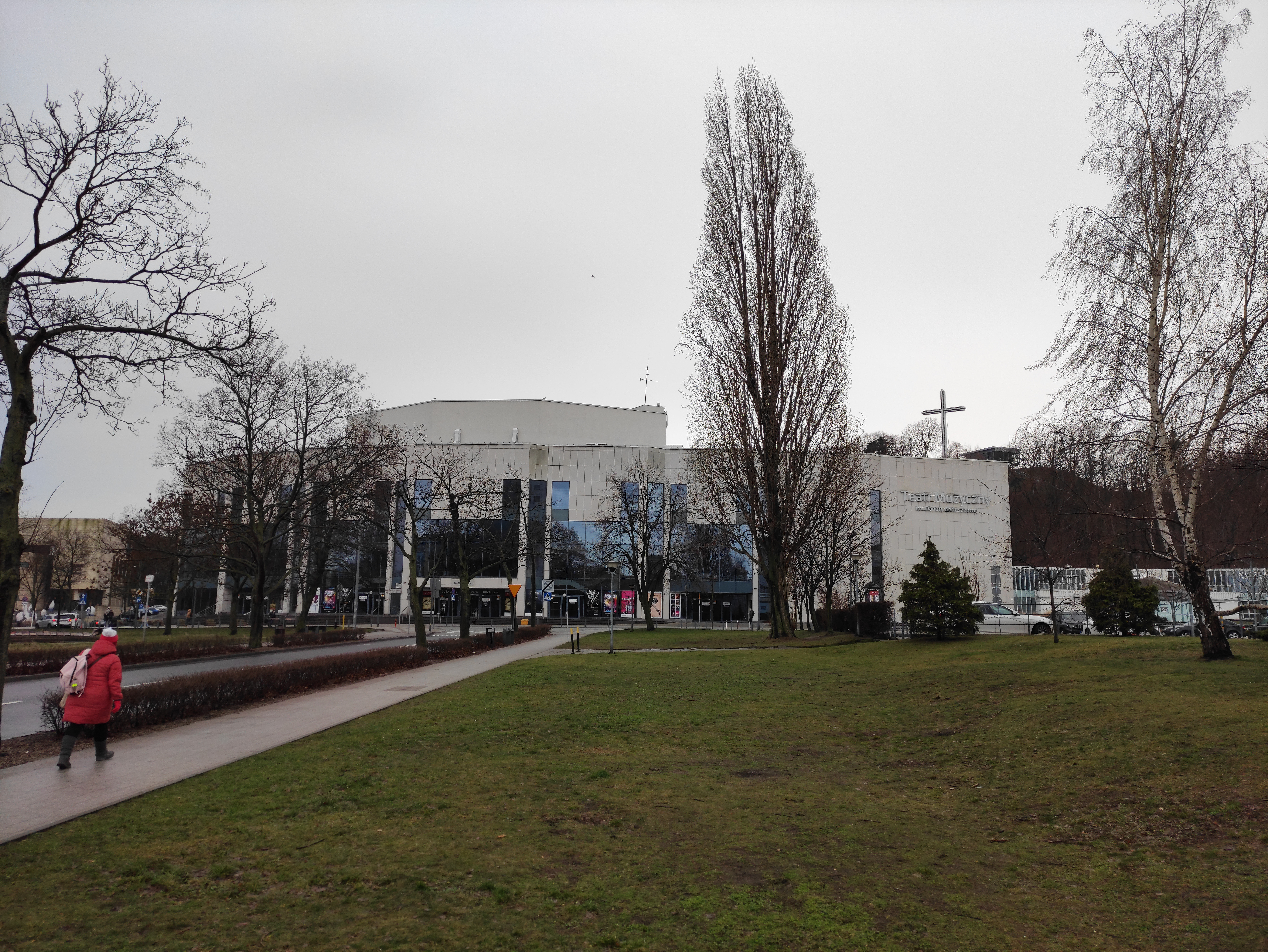
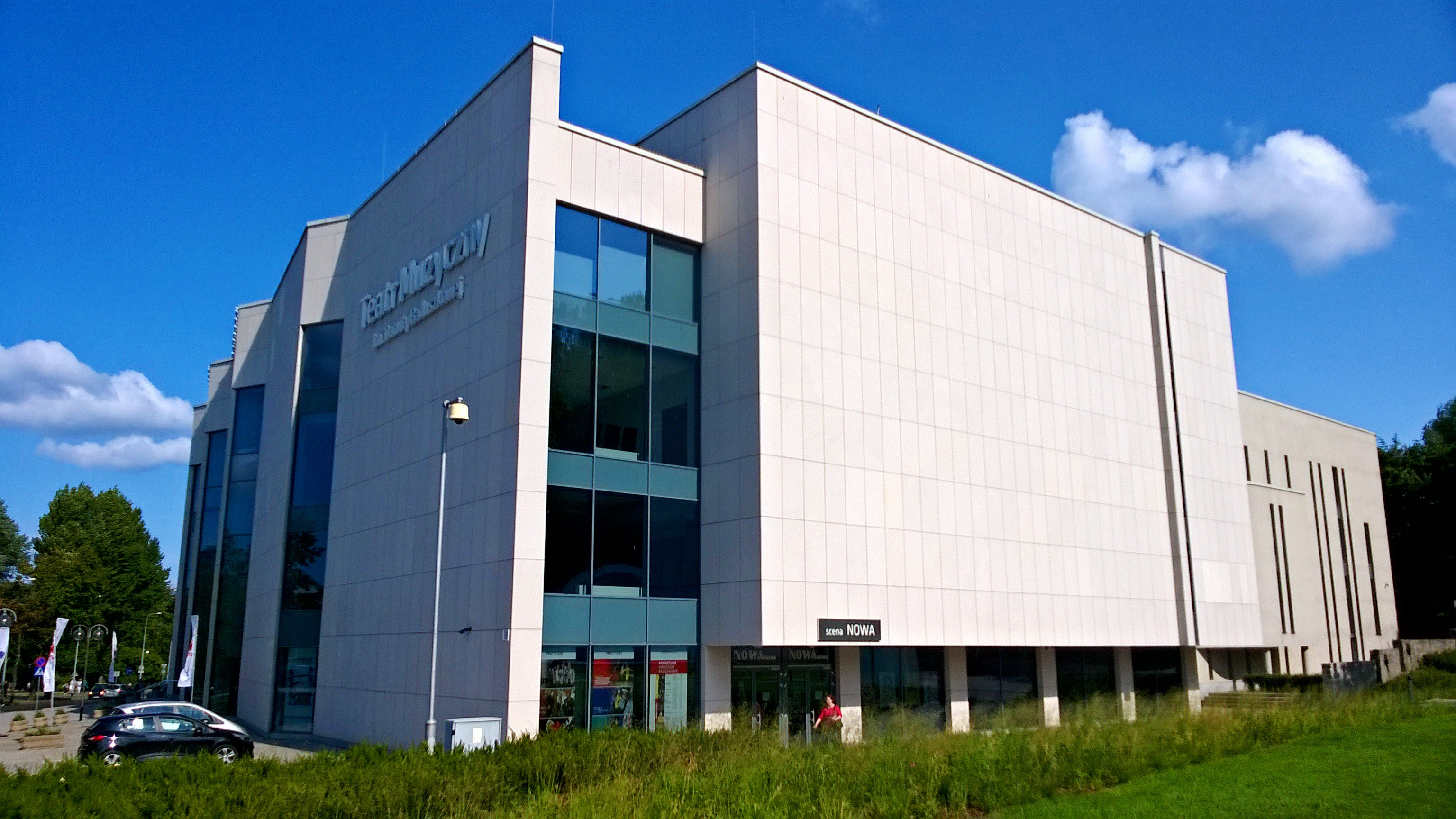
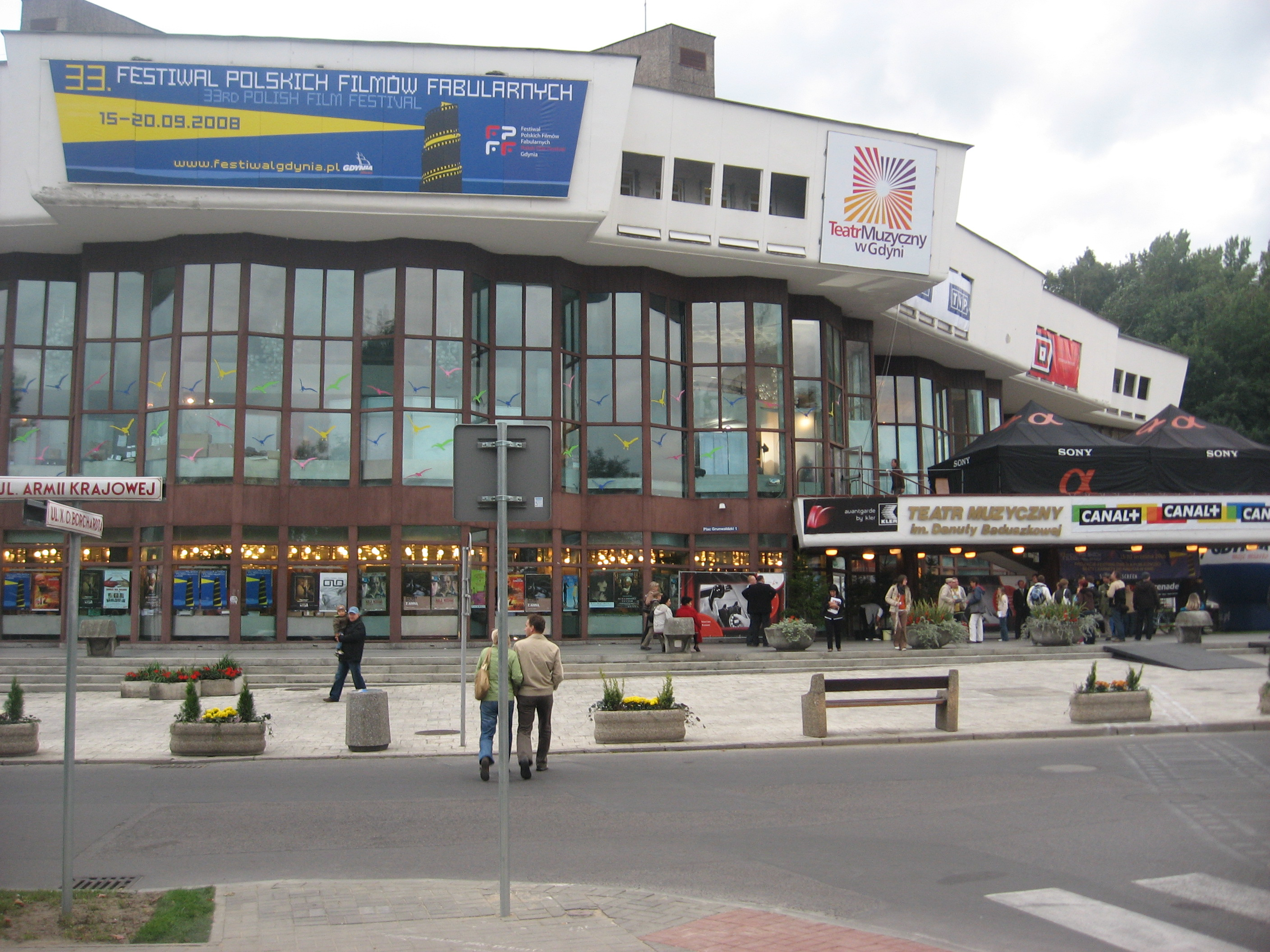